# 黄丝镇
黄丝镇，是中华人民共和国贵州省黔南布依族苗族自治州福泉市一个已撤销的乡级行政区，因境内的黄狮山而得名。黄丝镇原为黄丝乡，2000年5月撤乡设镇:427。2014年1月7日，贵州省人民政府批复同意福泉市行政区划调整，撤销黄丝镇，将其所辖行政区域划归马场坪街道。